# 639 Latona
639 Latona је астероид главног астероидног појаса. Приближан пречник астероида је 71,25 ,
а средња удаљеност астероида од Сунца износи 3,019 астрономских јединица (АЈ).
Инклинација (нагиб) орбите у односу на раван еклиптике је 8,574 степени, а орбитални период износи 1916,427 дана (5,246 година). Ексцентрицитет орбите астероида износи 0,102.
Апсолутна магнитуда астероида износи 8,20 а геометријски албедо 0,182.
Астероид је откривен 19. јула 1907. године.